# یوسف‌آباد (ایرندگان)
یوسف‌آباد یک روستا در ایران است که در بخش ایرندگان شهرستان خاش واقع شده‌است. یوسف‌آباد ۵۹ نفر جمعیت دارد.

## جمعیت
این روستا در دهستان کهنوک قرار دارد و براساس سرشماری مرکز آمار ایران در سال ۱۳۸۵، جمعیت آن ۵۹ نفر (۱۷ خانوار) بوده‌است.